# Butryny

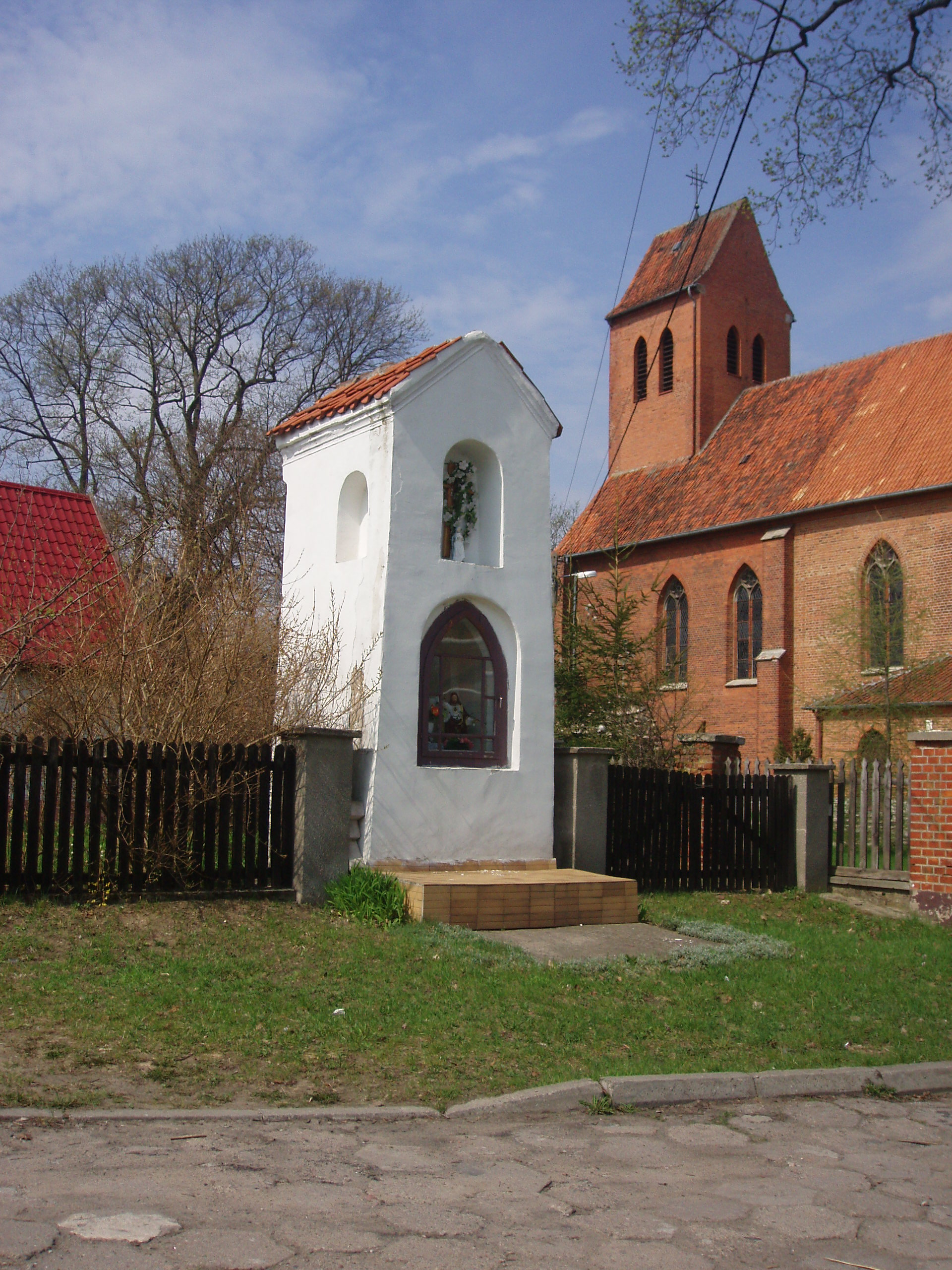
Kapliczka przy kościele

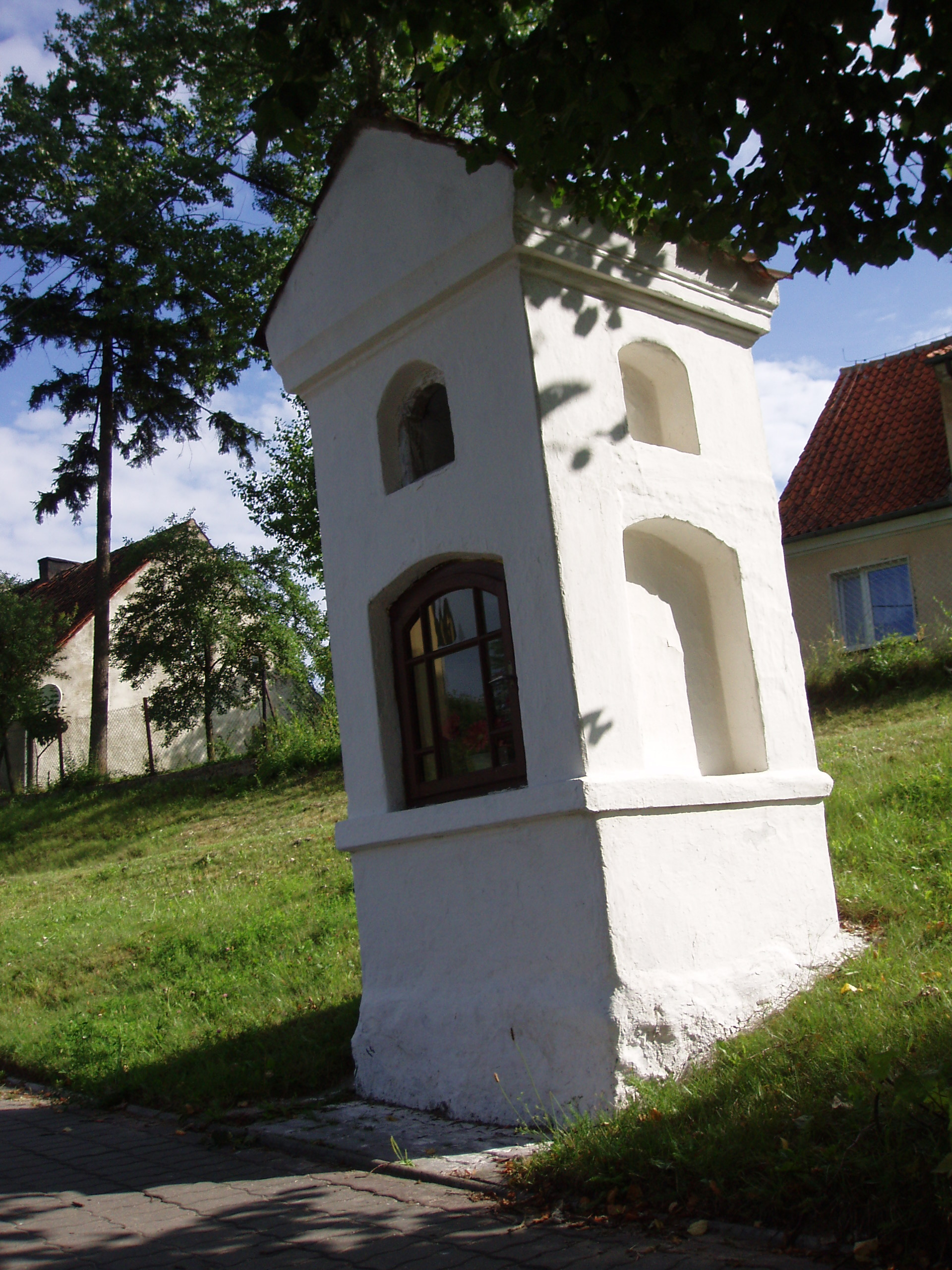
Kapliczka w Butrynach

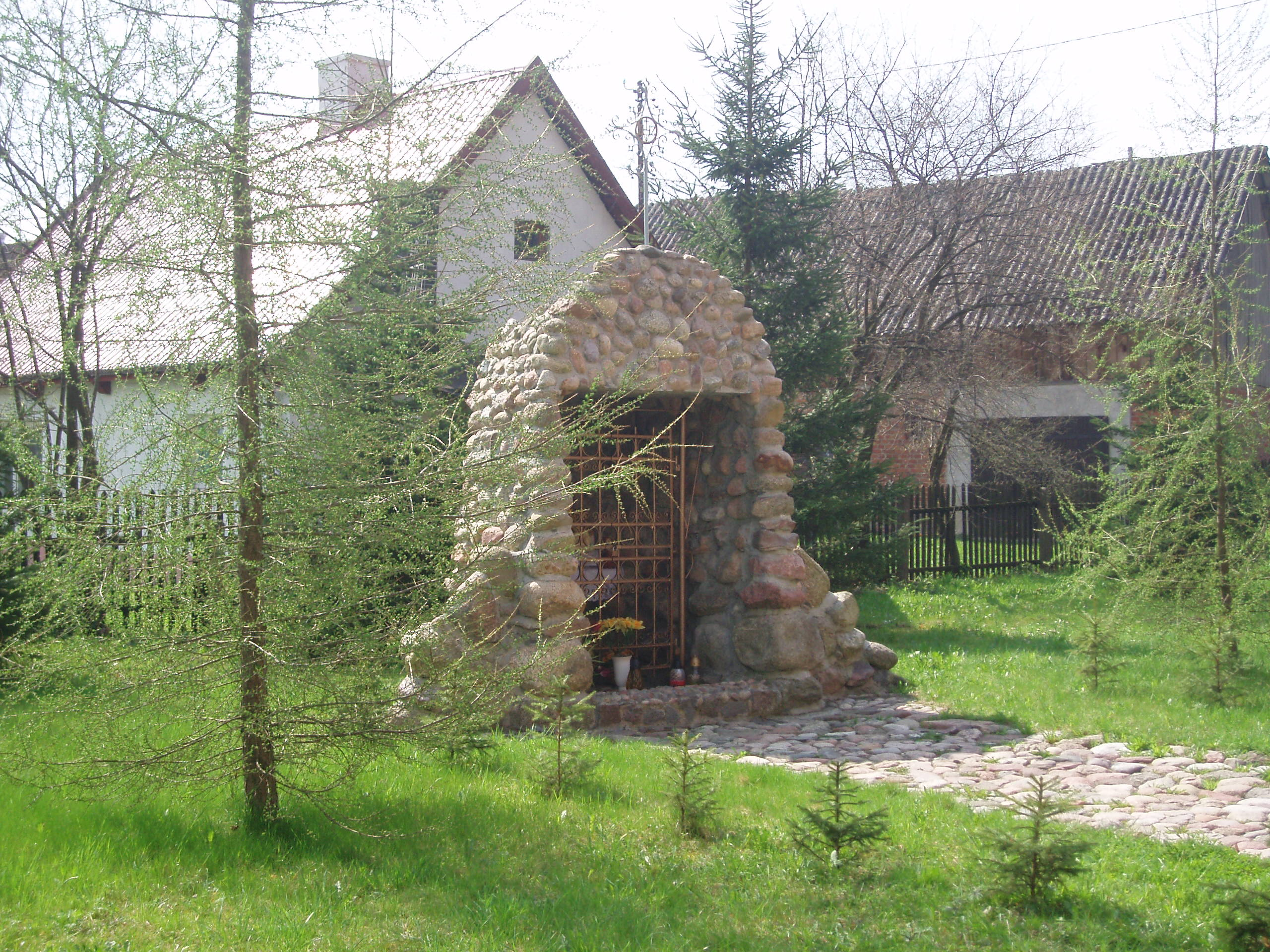
Obejście kościoła w Butrynach

Butryny (niem. Wuttrienen) – wieś w Polsce położona w województwie warmińsko-mazurskim, w powiecie olsztyńskim, w gminie Purda.
W latach 1954–1972 wieś należała i była siedzibą władz gromady Butryny. Do 1954 roku siedziba gminy Butryny. W latach 1975–1998 miejscowość administracyjnie należała do województwa olsztyńskiego.
Wieś sołecka na terenie południowej Warmii, z zespołem szkolno-przedszkolnym, ośrodkiem zdrowia i Ochotniczą Strażą Pożarną (założona w 1905 roku). Znajduje się na terenie Nadleśnictw Jedwabno i Nowe Ramuki. W okolicy znajdują się ośrodki wypoczynkowe nad jeziorem Gim. W butryńskim kościele znajduje się niewielkie muzeum parafialne. Poza tym we wsi są: dawna szkoła, trzy kapliczki przydrożne, kilka zabytkowych chałup, cmentarz, przystanek autobusowy, 2 sklepy, kilka gospodarstw agroturystycznych. W Zespole Szkolno-Przedszkolnym w Butrynach od 2000 roku funkcjonuje pierwsze w Archidiecezji Warmińskiej Szkolne Koło Caritas. Przez miejscowość (i w jej najbliższej okolicy) przebiegają turystyczne szlaki rowerowe i piesze. Na skraju wsi w kierunku Nowej Kaletki jest Park Rozrywki Aktywnej „Bartbo”.
Nazwa wsi pochodzi najprawdopodobniej od imienia pruskiego osadnika Butrym lub od domu (but – dom). Inną etymologią wskazuje J. Chłosta: wutris w języku pruskim oznacza kowal.
Przez Butryny przebiegają trzy szlaki rowerowe, m.in.:
- żółty szlak rowerowy gminy Purda (Olsztyn-Zgniłocha 25 km)
- zielony szlak gminy Purda dookoła Butryn (15 km)

## Historia
Wieś założona na śródleśnej polanie w 1412 r. przez Kapitułę Warmińską, lokowana 3 listopada 1412 na prawie chełmińskim. W akcie lokacyjnym dwaj Prusowie: Dibken i Kuniken otrzymali 40 włók, celem założenia wsi. W 1415 r. nazwę wsi zapisano jako Wotrienen, w roku 1576 – Putrinen, natomiast w 1615 r. zapisano jako Wutrienen i Wotrinen. Początkowo wieś zamieszkiwali Prusowie ale w XV w. napłynęła ludność polska z Mazowsza. Pierwszy kościół wymieniany jest w dokumentach już w XIV w. Według innych źródeł w dokumencie lokacyjnym nie wymieniano kościoła i powstał później. W dokumentach pierwsze wzmianki o kościele pojawiają w roku 1516, kiedy to kapituła warmińska ofiarowała, z zasobów katedry fromborskiej, na wyposażenie nowo zbudowanego kościoła komplet sprzętu liturgicznego.
W czasie wojny polsko-krzyżackiej w 1519–1521 roku wieś była częściowo zniszczona. Niedaleko Butryn społeczność warmińska uroczyście witała nowych biskupów, przybywających z Rzeczypospolitej (zobacz Aleja Biskupów). W 1689 r. wybudowano nowy i prawdopodobnie większy kościół (spłonął w 1886).
W 1783 r. odnotowano we wsi 44 „dymy”. W 1818 w Butrynach mieszkało 282 osób. W 1861 r. było tu 628 katolików, 13 ewangelików i siedmiu Żydów – wszyscy posługiwali się językiem polskim. W 1863 roku schronili się tu polscy powstańcy. W okresie powstania styczniowego miejscowy proboszcz - Mikołaj Rochoń oraz jego wikary - Jan Gross publicznie życzyli zwycięstwa Polakom. W butryńskiej gospodzie, należącej do Jana Rafalskiego, w tym czasie czytano na głos polskie gazety. Przez Butryny wiódł także szlak przemytu broni dla powstańców, a ci ostatni po klęsce powstania w Butrynach (i okolicy) znajdowali schronienie.
W 1883 r. we wsi została założona biblioteka Towarzystwa Czytelni Ludowych, a trzy lata później tutejszy kościół uległ zniszczeniu w pożarze. W 1887 r. rozpoczęto budowę nowego kościoła (w stylu neogotyckim), wykorzystując ocalałą ścianę wschodnią i mury boczne. W 1891 r. w Butrynach powstało Polsko-Katolickie Towarzystwo Ludowe pod wezwaniem św. Józefa. Towarzystwo Ludowe wystawiło między innymi widowisko sceniczne pt. „Swaty warmińskie”, autorstwa Jana Liszewskiego. Jeszcze na początku XIX wieku nabożeństwa w miejscowym kościele odbywały się wyłącznie w języku polskim. Z tego okresu pochodzą liczne nagrobki znajdujące się na pobliskim cmentarzu, z napisami w języku polskim. W roku 1883 pracował tu znany działacz warmiński ks. Walenty Barczewski (1856–1928). W latach 1903–1933 proboszczem był ks. Wacław Osiński (1868–1945), polski działacz narodowy (Związek Polaków w Prusach Wschodnich) i oświatowy, szykanowany przez władze niemieckie.
W 1905 r. w Butrynach powstała straż pożarna. W plebiscycie w roku 1920 za Prusami Wschodnimi oddano w Butrynach 306 głosów, za przynależnością do Polski – 168 głosów. Przed 1939 r. w Butrynach była gospoda, dwa sklepy kolonialne, sklep z artykułami żelaznymi, dwie stacje benzynowe, tartak, młyn (z silnikiem parowym i spalinowym), punkt skupu zboża oraz punkt sprzedaży materiałów opałowych. w 1939 odnotowano 730 mieszkańców.
W czasie II wojny światowej w Butrynach umiejscowiono podobóz jeńców francuskich stalagu 1-B Hohenstein (Olsztynek). W czasie, gdy front dotarł na Prusy Wschodnie i wkroczyły wojska sowieckie, wieś została mocno zniszczona, a ludność mocno ucierpiała, czego śladem są liczne mogiły (samotne groby rozsiane po okolicy). Po drugiej wojnie światowej liczba mieszkańców spadła.
Po 1945 r. Butryny były wsią sołecką a w latach 1946-1954 wsią gminną. W 1998 było we wsi 413 mieszkańców.

## Ludzie związani z miejscowością
W Butrynach urodzili się:
- Jan Stankiewicz (1836–1899) – działacz oświatowy, bibliotekarz
- Jan Hoch (1871–1956) – gawędziarz ludowy i działacz oświatowy
- Jan Niemierski (1886-1941) – członek Polskiej Organizacji Wojskowej, działacz plebiscytowy, podpułkownik Wojska Polskiego, komendant Straży Mazurskiej w okresie plebiscytu, prezydent Rzeszowa, zamordowany w Oświęcimiu.
- Herbert Kühnapfel (1906–1933) – niemiecki poeta, autor tomików „Das Einhorn” (1931), „Der Turm” (1941).
- Katarzyna Nowowiejska, z domu Falk, matka kompozytora Feliksa Nowowiejskiego.

Inni:
- Bernard Renkel - wieloletni proboszcz w Butrynach, Niemiec z pochodzenia, przeciwstawiał się próbom germanizacji miejscowej ludności. Krytykował z ambony nauczyciela, który germanizował dzieci. W 1901 r. zabronił organiście śpiewać po niemiecku. Dzieci do komunii przygotowywał po polsku.
- Wacław Osiński, proboszcz w latach 1904-1933, umacniał polskość w lokalnym środowisku.
- biskup Ignacy Krasicki - odwiedził Butryny trzykrotnie, jego podpis widnieje na protokołach powizytacyjnych.
- ks. Jan Pietrzyk, obecnie proboszczem, poeta autor wydanych kilku tomików poetyckich.

## Zabytki
- Neogotycki kościół, murowany, pod wezwaniem św. Jakuba Apostoła, wybudowany w 1689 (wcześniejszy spłonął w 1682 r.), konsekrowany w 1724, uległ zniszczeniu w czasie pożaru w 1886. Odbudowany został w latach 1887–1888 w stylu neogotyckim, z wykorzystaniem starych murów. Ołtarz barokowy pochodzący z 1681. W bocznym ołtarzu obraz św. Antoniego z Dzieciątkiem w XVII w. Wieżę kościelną ukończono dopiero w 1934 r[6].
- Obok kościoła znajduje się warmińska, murowana kapliczka klasycystyczna z drugiej połowy XVIII wieku. Nieco dalej jest druga kapliczka z XIX w., neoklasycystyczna. We wsi są trzy kapliczki przydrożne i kilka krzyży przydrożnych.
- Cmentarz z zabytkowymi nagrobkami.
- Kilka chałup.

We wsi znajduje się cmentarz z licznymi, zabytkowymi nagrobkami. Obok cmentarza, przy drodze na Przykop, aleja starych drzew (głównie jesiony).